# Лично-командный чемпионат России по международным шашкам 2007
Лично-командный чемпионат России по международным шашкам 2007 года  проходил с 20 по 27 октября в г. Уфа. Место проведения: Шашечный клуб «Башнефть», ул. Достоевского, 49. Являлся отборочным к Чемпионату России по международным шашкам среди мужчин 2008 года. 24 октября проводился командный чемпионат России по быстрой игре по круговой системе. По завершении ЛКЧ с 28 октября по 2 ноября проводился Кубок России.
Главный судья В. Д. Чернышев.
| Дата | Время | Мужчины      | Женщины      | Время | Мужчины            | Женщины            |
| ---- | ----- | ------------ | ------------ | ----- | ------------------ | ------------------ |
| 20   |       | день приезда | день приезда |       |                    |                    |
| 21   | 15-00 | Открытие     | Открытие     | 16-00 | 1 тур              | 1 тур              |
| 22   | 10-00 | 2 тур        | 2 тур        |       |                    |                    |
| 23   | 10-00 | 3 тур        | 3 тур        | 15-30 | 4 тур              |                    |
| 24   | 10-00 | 5 тур        | 4 тур        | 15-30 | быстрая игра       | быстрая игра       |
| 25   | 10-00 | 6 тур        | 5 тур        | 15-30 | 7 тур              |                    |
| 26   | 10-00 | 8 тур        | 6 тур        |       |                    |                    |
| 27   | 10-00 | 9 тур        | 7 тур        | 16-00 | закрытие и разъезд | закрытие и разъезд |

К участию в соревнованиях допускались по одной команде от каждого субъекта РФ. Состав команды у мужчин 3 человека, у женщин 2 человека должен быть заявлен в судейскую коллегию до начала 1 тура. С целью отбора к Финалам Чемпионата России среди мужчин и женщин по международным шашкам к участию также допускаются победители территориальных соревнований и спортсмены, имеющие звание не ниже «кандидат в мастера спорта».

## Основная программа
Соревнования проводятся по швейцарской системе: среди мужчин 9 туров, среди женщин 7 туров. Используется компьютерная жеребьевка сразу по окончании тура. Контроль времени 80 минут на партию плюс 1 минута за каждый ход. Спортсмены, занявшие 1-6 места, допускаются к Финалу Чемпионата России 2008 г.
Места спортсменов определяются в соответствии с наибольшим количеством набранных очков. При равенстве очков применяются следующие критерии:
1) сумма очков, набранных соперниками, без учета наибольшего и наименьшего результатов (усеченный коэффициент), 2) сумма очков, набранных соперниками, без учета наименьшего результата, 3) сумма очков, набранных соперниками, без учета 2-х наименьших результатов, 4) сумма очков, набранных соперниками, без учета 3-х наименьших результатов, 5-9) и т. д., 10) дополнительное соревнование сразу по окончании турнира (матч до первой победы или однокруговой турнир, контроль времени 5 минут на партию + 5 секунд за каждый ход)
Места команд определяются по наименьшей сумме мест членов команды. Места спортсменов, учитываемые для командного зачета, определяются только для спортсменов выступающих за команды. В случае равенства используются следующие критерии: 1) наибольшая сумма очков, набранная участниками команды; 2) наилучшее место, занятое участниками команды.

## Награждение
Команды, занявшие 1-3 места в основной программе, награждаются дипломами и денежными призами, участники — дипломами и медалями Росспорта. Команды-чемпионы награждаются кубками.